# HD 102713
HD 102713，又名BD+35 2284，SAO 62718、HR 4536，是一颗恒星，视星等为5.7，位于銀經178.56，銀緯74.67，其B1900.0坐标为赤經11h 44m 30s，赤緯+35° 74.67′ 15″。